# Liste der Baudenkmäler in Detmold-Schönemark
Die Liste der Baudenkmäler in Detmold-Schönemark enthält die denkmalgeschützten Bauwerke auf dem Gebiet von Detmold-Schönemark in Nordrhein-Westfalen (Stand: September 2024). Diese Baudenkmäler sind in der Denkmalliste der Stadt Detmold eingetragen; Grundlage für die Aufnahme ist das Denkmalschutzgesetz Nordrhein-Westfalen (DSchG NRW).
| Bild                                   | Bezeichnung                            | Lage                                                      | Beschreibung | Bauzeit | Eingetragen seit  | Denkmal- nummer |
| -------------------------------------- | -------------------------------------- | --------------------------------------------------------- | ------------ | ------- | ----------------- | --------------- |
| Zweiständer-Fachwerkbau mit Kammerfach | Zweiständer-Fachwerkbau mit Kammerfach | Wilberger Straße 17 Karte                                 |              |         | 19. März 1986     | 164             |
| weitere Bilder                         | Fachwerkbauernhaus                     | Strangweg 35 Karte                                        |              |         | 3. Februar 1988   | 254             |
| weitere Bilder                         | Vierständer-Fachwerkhaus von 1738      | Strangweg 39 Karte                                        |              | 1738    | 28. April 1988    | 271             |
| Kriegerehrenmal                        | Kriegerehrenmal                        | Im Bannenberg (Kriegerehrenmal Friedhof Schönemark) Karte |              |         | 23. Dezember 2010 | 668             |

- Karte mit allen Koordinaten:
- OSM |
- WikiMap